# Lemsane
Lemsane (orthographié aussi Lemcen) est une commune de la wilaya de Batna en Algérie.

## Géographie

### Situation
Le territoire de la commune de Lemsane est situé au centre de la wilaya de Batna.
| Talkhamt         | Talkhamt | Merouana |
| Ouled Si Slimane | Lemsane  | Merouana |
| Taxlent          | Taxlent  | Taxlent  |

### Localités de la commune
La commune de Lemsane est composée de 12 localités :
- Aghidoud
- Amelal
- Bouillincen
- El Haouarèche
- El Maatra
- Hargala
- Izemourène
- Lemsane (ou Lemcen)
- M'Sara
- O. Aouche
- O. Hanou
- Tebalet